# Älvängen (stacja kolejowa)
Älvängen (szwedzki: Älvängens station) – stacja kolejowa w Älvängen, w regionie Västra Götaland, w Szwecji. Znajduje się na Vänerbanan, tuż przy autostradzie E45. Stacja po raz pierwszy została otwarta w 1886 roku, a została zamknięta w 1970 roku i ponownie otwarta w 2004. Zatrzymują się tutaj się pociągi regionalne, które kursują pomiędzy Göteborgiem i Trollhättan, a od 9 grudnia 2012 jest stacją końcową jeden z linii Göteborgs pendeltåg.

## Linie kolejowe
- Vänerbanan